# Финская национальная опера
Финская национальная опера (фин. Suomen Kansallisooppera, швед. Finlands nationalopera) — финское государственное учреждение культуры, специализирующееся в области национальной оперы и балета.

## История
Первый национальный финский театр появился в 1872 году и до 1956 года так и назывался — Финский национальный театр. В 1911 году на базе театра была создана Финская национальная опера, а осенью 1921 года — Финский национальный балет. Несколько десятилетий оперные и балетные спектакли ставились на площадке Александровского театра, и только в 1993 году Финская национальная опера переехала в собственное здание, построенное финскими архитекторами Ээро Хювямяки, Юкки Кархунена и Ристо Парккинена на берегу залива Тёёлёнлахти в Хельсинки. В здании Оперы есть два зала: Большой оперный зал на 1350 мест и «Альмихолл» на 300—500 мест.
Театральный сезон длится с августа по июнь, во время которого на сцене проходит порядка 300 произведений, 190 из которых на главной сцене. Репертуар включает в себя в среднем 15 опер и 9 балетов на главной сцене.
В здании Оперы действует Балетная школа, рассчитанная на 172 студента, где обучают классическому балету.

## Репертуар
В 2016 году, после почти 60-летнего перерыва, российский театральный режиссёр Дмитрий Бертман вновь поставил на сцене театра оперу Игоря Стравинского в неоклассическом стиле «Похождения повесы» (в главной роли — Стив Дэвислим)